# Wyoming Highway 13
Der Wyoming Highway 13 (kurz: WYO 13) ist eine 28,58 km lange State Route im US-Bundesstaat Wyoming, die von Arlington bis Rock River in den Counties Carbon und Albany verläuft. Die Straße ist auch als Arlington Road bekannt.

## Streckenverlauf
Der Wyoming Highway 13 beginnt an der Interstate 80 in Arlington im Carbon County und führt von dort aus durch das Tal des Rock Creek nach Nordosten. Nach 14,95 km erreicht die Straße die Grenze zum Albany County und endet nach weiteren 13,63 km am U.S. Highway 30/287 in Rock River. Die Auffahrt zur Interstate 80 in Arlington gilt als eine der schlechtesten Abschnitte im Straßensystem der Vereinigten Staaten in Bezug auf Wind, Eis und Schnee. Die Interstate ist im Winter in diesem Bereich häufig gesperrt.

## Belege
1. 1 2 3  AARoads: Wyoming State Route Log: 1 through 99. Abgerufen am 18. September 2021 (amerikanisches Englisch).